# Ljudmyla Džyhalova
Ljudmyla Stanislavivna Džyhalova o Džigalova (in ucraino Людмила Станіславівна Джигалова?; in russo Людмила Станиславовна Джигалова?, Ljudmila Stanislavovna Džigalova; Char'kov, 22 gennaio 1962) è un'ex velocista sovietica, specializzata nei 400 metri piani.
In carriera è stata campionessa sia olimpica che mondiale della staffetta 4×400 metri.

## Record nazionali
Record nazionali ucraini
- Staffetta 4×400 metri: 3'21"94 ( Monaco di Baviera, 17 luglio 1979) (Nadija Olizarenko, Ljudmyla Džyhalova, Ol'ha Bryzhina, Marija Pinigina)

## Palmarès
| Anno                                      | Manifestazione  | Sede       | Evento      | Risultato  | Prestazione | Note  |
| ----------------------------------------- | --------------- | ---------- | ----------- | ---------- | ----------- | ----- |
| In rappresentanza dell' Unione Sovietica  |                 |            |             |            |             |       |
| 1988                                      | Giochi olimpici | Seul       | 4×400 m     | Oro        | 3'15"18     | [ 1 ] |
| 1991                                      | Mondiali indoor | Siviglia   | 400 m piani | 6ª         | 52"19       |       |
| 1991                                      | Mondiali indoor | Siviglia   | 4×400 m     | Argento    | 3'27"95     |       |
| 1991                                      | Mondiali        | Tokyo      | 400 m piani | Semifinale | 50"85       |       |
| 1991                                      | Mondiali        | Tokyo      | 4×400 m     | Oro        | 3'18"43     |       |
| In rappresentanza della Squadra Unificata |                 |            |             |            |             |       |
| 1992                                      | Giochi olimpici | Barcellona | 4×400 m     | Oro        | 3'20"20     |       |

## Altre competizioni internazionali
1992
- Bronzo in Coppa del mondo ( L'Avana), 400 m piani - 52"47